# Cameleó (filòsof)
Camaleó (en llatí Chamaeleon, en grec antic Χαμαιλέων) va ser un filòsof peripatètic nascut a Heraclea Pòntica, deixeble d'Aristòtil.
Va escriure obres sobre diversos poetes grecs antics com ara πετὶ Ἀνακπέοντος ('sobre Anacreont'), περὶ Σαπφοῦς ('sobre Safo'), περὶ Σιμωνίδου ('sobre Semònides d'Amorgos'), περὶ Θεσπίδος ('sobre Tespis'), περὶ Αἰοχύλου ('sobre Èsquil'), περι Λάσου ('sobre Lasos'), περι Πινδάρου ('sobre Píndar'), περι Στησιχόρου ('sobre Estesícor'). També va escriure sobre la Ilíada i un estudi sobre la comèdia titulat περι κωμῳδίας, on tractava, entre altres temes, de les danses a la comèdia, segons diu Ateneu de Nàucratis, que la cita amb el títol de περὶ τῆς Αρχαίας κομῳδιας ('sobre les comèdies antigues'). Sembla que també va escriure una obra sobre Hesíode.
Va escriure també altres obres filosòfiques, com ara περὶ θεῶν ('sobre els déus') i περὶ σατύρων (sobre els sàtirs'), i els tractats morals περι ἡδονῆς ('sobre els plaers', que també es va atribuir a Teofrast), προτρεπικόν ('exhortació'), i περι μέθης ('sobre la follia o l'embriaguesa').